# Stanfield (Arizona)
Stanfield è un census-designated place nella Contea di Pinal, nello stato dell'Arizona, negli Stati Uniti d'America. Conta una popolazione di 651 abitanti.

## Curiosità
Il 23 luglio 1995 l'astronomo Thomas Bopp si trovava vicino a Stanfield quando scoprì la cometa Hale-Bopp mentre stava osservando con il telescopio un cluster di stelle e galassie.